# Semis
Pour les articles homonymes, voir Semis (homonymie).

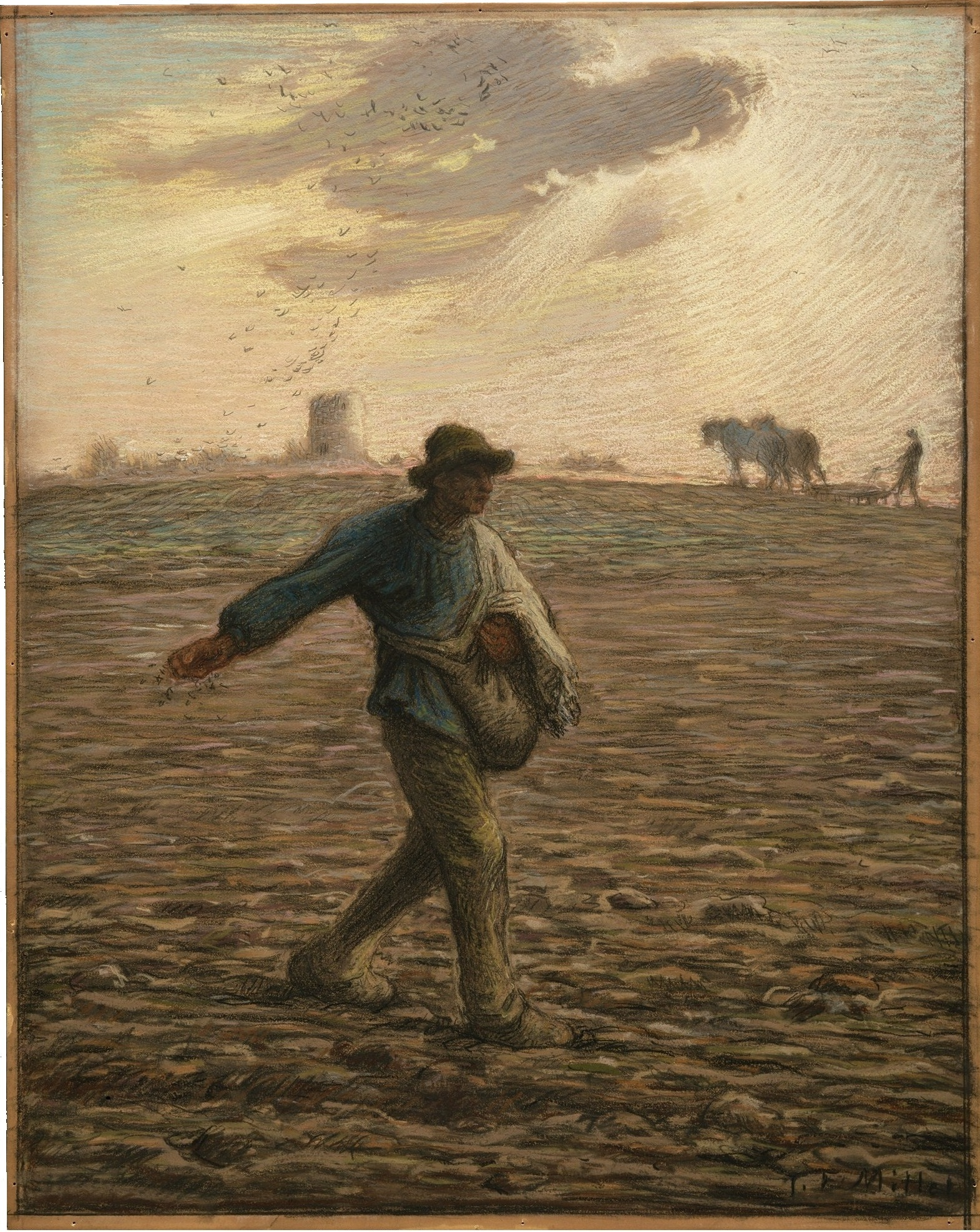
Le Semeur, Jean-François Millet, 1865 (semis à la volée).

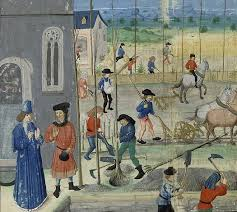
Une page enluminée du livre II Rustican de Pietro de' Crescenzi (troisième quart du XVe siècle) représente un semeur portant un tablier de semailles noué autour de la taille. Il sème à la volée dans la terre dont les mottes sont fraîchement brisées par la herse tractée par un cheval monté par un paysan.

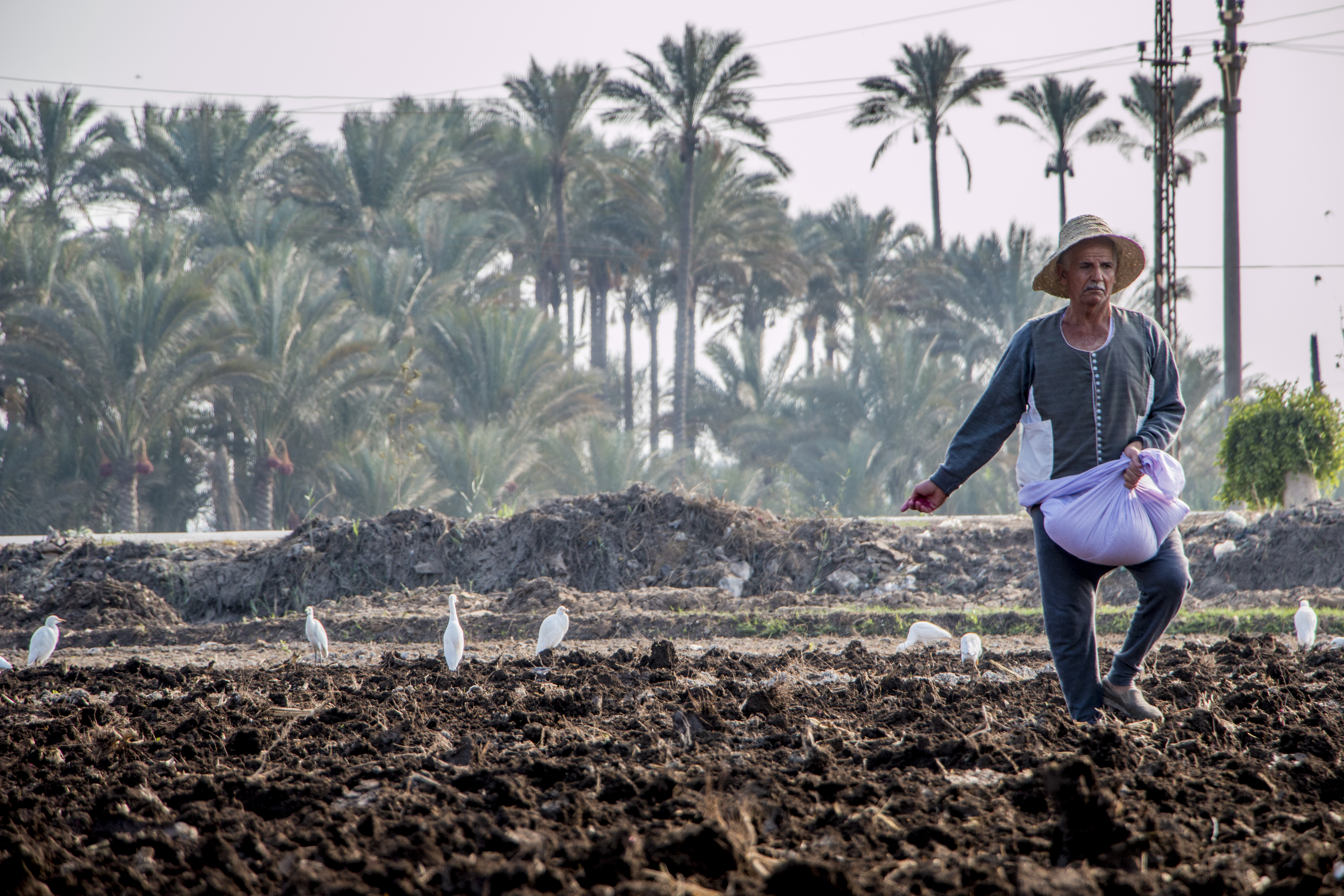
Semeur en Égypte.

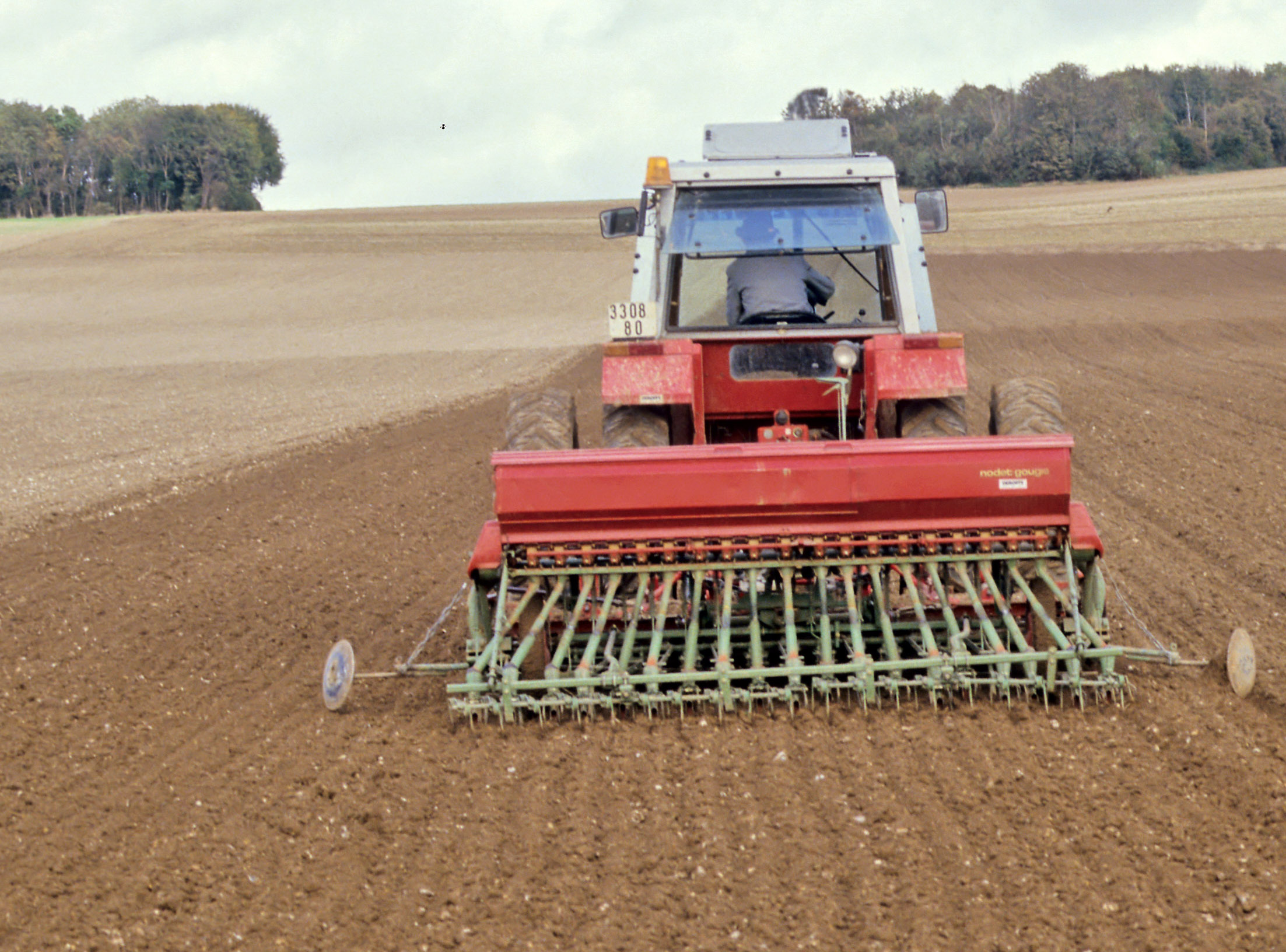
Semis de céréales avec un semoir classique.

Le semis, appelé aussi semailles, est une opération culturale qui consiste à mettre en terre les graines ou semences que ce soit dans un champ ou une surface de petite dimension. Le semis peut se faire à la main, ou de manière mécanisée à l'aide de semoirs.
Le terme semis désigne également les jeunes plantules issues de la germination des graines qui ont été semées.

## Choix des semences
Le choix des semences est important. L'utilisation des semences certifiées apporte une garantie sur la pureté spécifique, la pureté variétale, la faculté germinative et la qualité sanitaire des graines. Dans le cas d'utilisation de semences fermières il est recommandé d'observer l'état sanitaire des graines et de procéder à des tests de germination en suivant un protocole précis adapté à l'espèce.

## Différents types de semis

### Jardinage
- Semis en ligne, en réalisant un sillon dans lequel les graines sont placées en ligne à la main ou à l'aide d'un petit semoir uni-graine;
- Semis en poquets, en plaçant plusieurs graines dans un trou réalisé à la main ou à l'aide d'un petit plantoir plutôt adapté aux grosses graines (haricots, courgettes...);
- Semis à la volée, plutôt adapté aux petites graines (gazon, mâche...).
- Semis en plateaux alvéolés
- Semis en mottes, à l'aide d'un presse-motte
- Boulette de graines, technique proche de la précédente, utilisée en milieu difficile
- Graines prépositionnées et collées sur rubans ou bandes.

### Agriculture
Il existe de nombreux types de semoirs mécaniques ou pneumatiques permettant d'effectuer des semis.

### Semis en pépinière
Le semis en pépinière en vue d'un repiquage permet de créer un grand nombre de plants rapidement dans des conditions plus favorables et dans un espace réduit.
On utilise en général un terreau spécial pour semis mais à défaut, les particuliers peuvent utiliser de l'eau oxygénée pour stériliser les graines et le substrat utilisé afin d'éviter le développement de moisissures et la fonte des semis.

### Espaces verts
Les semis de pelouses et plantes d'espaces verts peuvent se faire selon les techniques précitées. Certaines sont cependant particulières comme :
- l'engazonnement au moyen de plaques de gazon précultivées : on pose les plaques ou on déroule les rouleaux de gazon sur un sol préparé

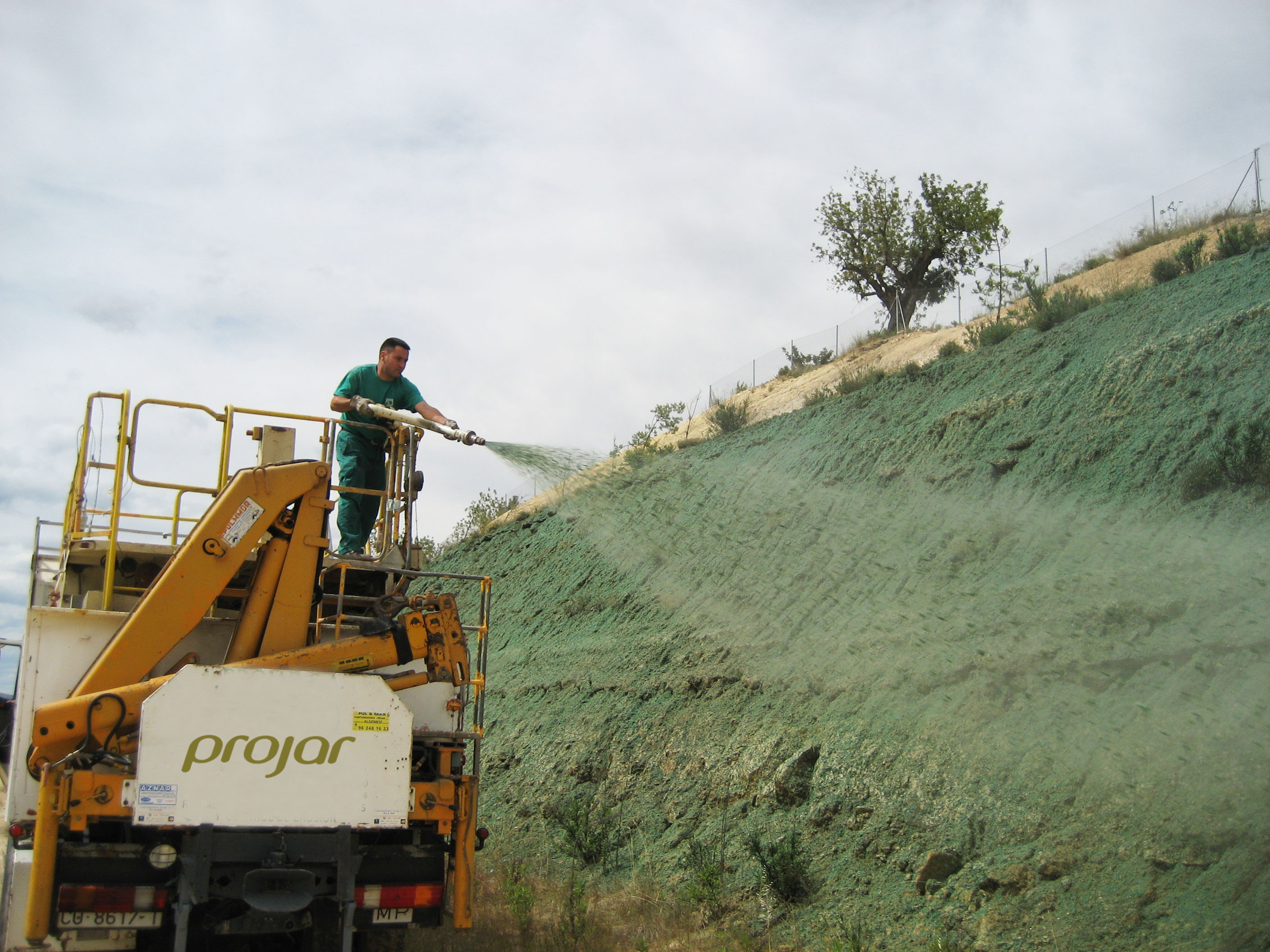
Ensemencement hydraulique d'un talus

- Ensemencement hydraulique d'un talusL'ensemencement hydraulique qui consiste à projeter une solution aqueuse contenant des graines d'espèces levant facilement sur un sol ou une surface peu préparée mais souvent inaccessible (fortes pentes, carrières, …)

### Forêts
Voir Sylviculture#Semis direct

## Date et calendrier de semis
Les périodes et les dates les plus favorables pour semer peuvent varier selon de nombreux facteurs :
- les espèces et variétés
- les températures diurnes et nocturnes selon les zones de production : nord, sud, montagne,
- l'humidité selon le climat : périodes de pluie, sécheresse passées et à venir,
- les objectifs de production : date de récolte recherchée, printemps, été, automne, hiver
- les méthodes de production : en plein air, sous abris, repiquage après semis sous abris,

D'une manière générale, il faut semer à une période qui permettra aux semences de germer dans des conditions optimum de chaleur de d'humidité. La rapidité de la levée est un point essentiel de la réussite d'une culture. Les jeunes plantules sont particulièrement fragiles. Il est important qu'elles constituent rapidement un système racinaire qui leur permettra de mieux résister à des périodes de sécheresse et qu'elles soient suffisamment développées pour mieux supporter des températures plus froides ou plus élevées, ainsi que des agressions de différentes maladies ou prédateurs. 

## Préparation du sol

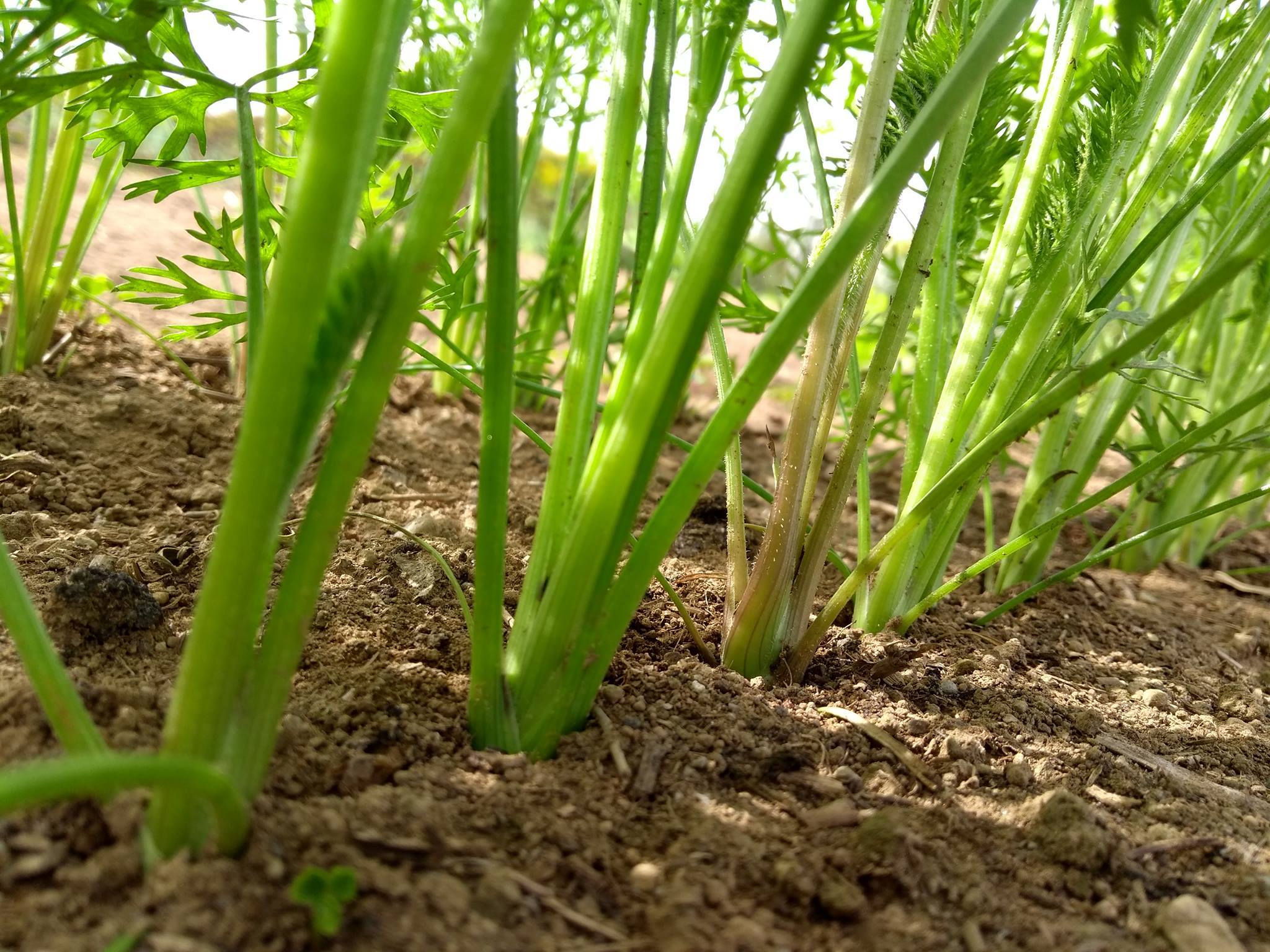
Les carottes nécessitent un sol bien préparé et un semis direct.

Pour bien réussir l'implantation d'une culture, il est généralement nécessaire de réaliser des opérations qui permettront aux semences d'être dans des conditions optimales pour germer rapidement et trouver dans le sol les éléments nécessaires à leur croissance. D'une manière générale le sol doit être meuble en profondeur pour permettre aux racines de se développer facilement, de respirer et d'occuper un volume suffisant pour récupérer l'eau et les substances minérales nécessaires. En surface, le sol doit être d'autant plus fin que les graines sont de petites dimensions afin de faciliter leur contact avec la terre.    
En agriculture, les semis sont généralement effectués après un labour suivi de différentes opérations culturales (par exemple hersage, roulage, apports d'amendements, de fumiers, d'engrais, etc.). D'autres techniques simplifiées sont possibles telles que le semis direct, c'est-à-dire sans labour, et le semis direct sous couvert qui consiste à implanter la culture par semis direct alors que le couvert d'interculture n'est pas encore détruit. Des semoirs spéciaux sont de préférence utilisés dans ce type de situation.
En jardinage, sur de petites surfaces l'emploi de la grelinette est aujourd'hui largement pratiqué en remplacement de la fourche à bêcher. 

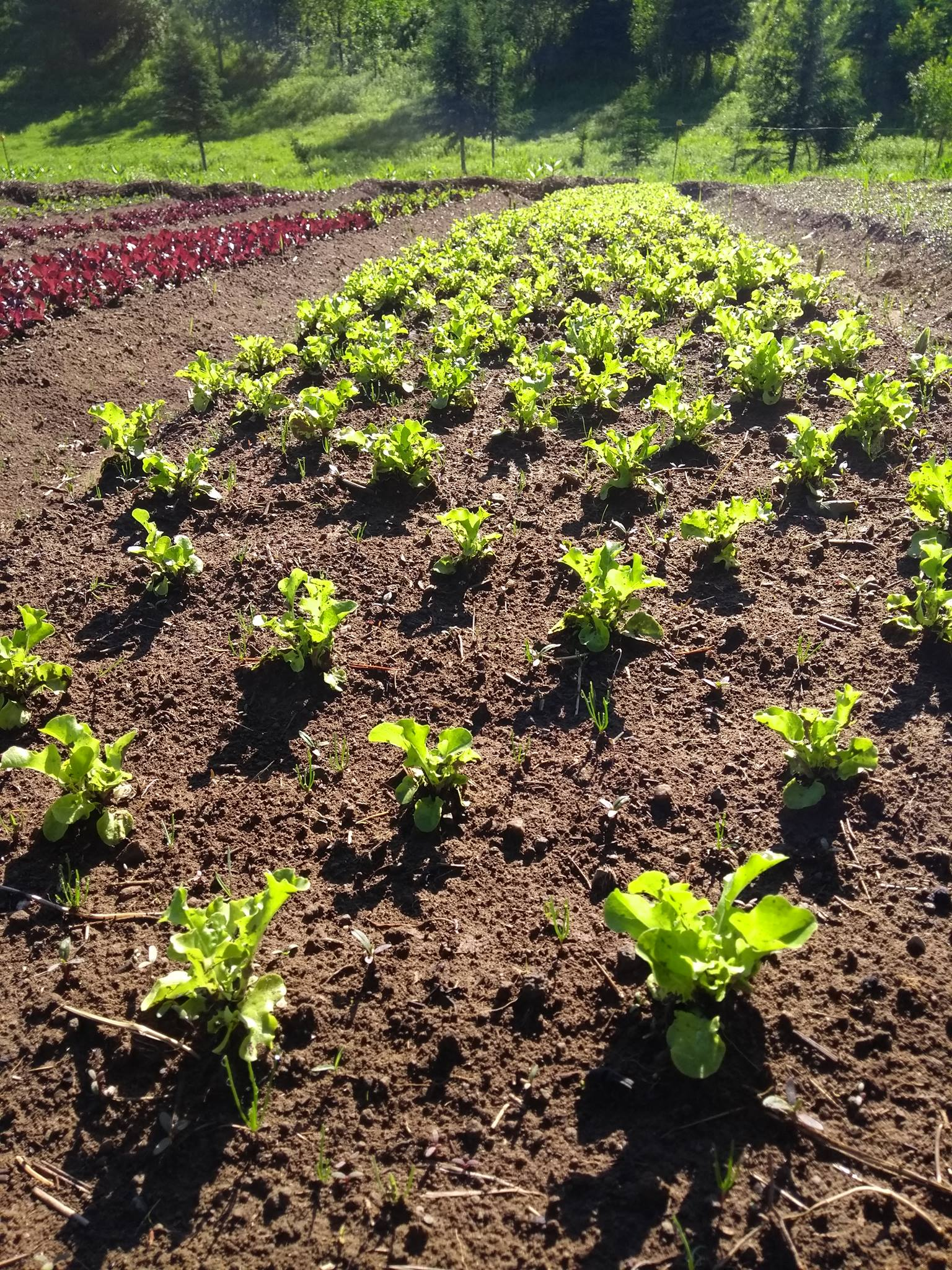
Laitues repiquées au champ après semis en terre.

## Densité de semis
Les doses et densité de semis doivent être choisies selon de nombreux facteurs :
- les espèces et variétés
- les méthodes de semis : à la volée, en ligne, en poquets, sous couvert, en plein air, sous abris,
- les dates de semis
- la qualité germinative des semences

D'une manière générale, la dose de semis doit être choisie en vue d'un peuplement recherché par unité de surface. Ce peuplement peut être extrêmement variable selon les objectifs recherchés pour une même espèce. Par exemple, dans le cas d'une espèce telle que le ray-grass anglais, il peut être conseillé de semer à une dose de 2 à 3 g par m2 pour la production de semences, à une dose de 20 à 30 g par m2 pour la production de fourrage, et à une dose de 200 à 300 g par m2 pour faire un gazon, la densité du tapis végétal recherché étant alors beaucoup plus importante.